# Zlatko Runje
Zlatko Runje (Sinj, 9 december 1979) is een voormalige Kroatische professionele voetballer die speelde als doelman.

## Carrière
Runje speelde in de jeugd van NK Junak Sinj voordat hij prof werd bij Hajduk Split. Hij speelde bij de ploeg van 2001 tot 2004 toen hij een contract kreeg bij de Belgische ploeg KAA Gent. In het seizoen 2004/05 van KAA Gent stond hij in de tweede seizoenshelft in het doel. In het seizoen 2005/06 verliet hij de club tijdens de zomertransferperiode, maar speelde er in het begin van het seizoen nog enkele wedstrijden.
Hij keerde in 2006 terug naar Hajduk Split waar hij het seizoen 2006/07 doorbracht maar niet speelde. Hij maakte dan maar de overstap naar NK Varaždin aan het eind van het seizoen. Na twee maanden vertrok hij daar weer en tekende een contract bij HNK Šibenik waar hij het seizoen 2007/08 doorbracht. In 2008 tekende hij bij het Griekse APS Panthrakikos waar hij twee jaar speelde. In 2010 moest hij opnieuw een club zoeken en kwam terecht bij zijn jeugdclub NK Junak Sinj waar hij drie jaar speelde. In de volgende twee jaar speelde hij nog voor NK Solin, NK Konavljanin en NK Hrvace.
Na zijn spelerscarrière werd hij doelmannencoach bij de jeugd van Hajduk Split van 2015 tot 2021. Hij kreeg in 2021 de kans op doelmannencoach te worden van de eerste ploeg. In 2022 werd hij doelmannencoach bij Wadi Degla FC.

## Privéleven
Hij is de jongere broer van Vedran Runje, die vroeger ook een professionele doelman was. Zijn neef Roko Runje is ook een profvoetballer.